# Re:Revenge－在欲望的盡頭－
《Re:Revenge－在欲望的盡頭－》是富士電視台於2024年4月11日至6月20日播出的週四劇場，由赤楚衛二主演。
臺灣由friDay影音、KKTV、Hami Video於2024年4月12日起跟播。

## 登場人物

### 主要人物
- 天堂海斗：赤楚衛二[2]

主人公。天榮出版的週刊記者、「天堂記念醫院」理事長的兒子。與父親關係不佳。
- 大友郁彌：錦戶亮[3]

心臟血管外科醫師。「天堂記念醫院」新來的外科醫師，手術技術高超。
- 朝比奈陽月：芳根京子[4]

小兒科護理師。任職於「天堂記念醫院」，海斗的戀人，有個患有心臟病的妹妹。

### 天堂記念醫院
- 鮎川賢二：梶原善[5]

外科部長。
- 三輪光成：小木茂光[5]

副院長。
- 天堂市子：余貴美子[5]

院長。海斗的阿姨。
- 天堂佑馬：青木柚[5]

市子的獨生子。任職於醫院的公關部門。海斗的表弟。
- 天堂智信：光石研[5]

理事長。海斗的父親。入贅女婿。因心臟病倒下。
- 高村實：利重剛[5]

智信的秘書。
- 天堂皇一郎：笹野高史[5]

醫院的創始人兼會長。海斗的外公。
- 永田綾乃：中島亞梨沙

皇一郎的秘書。
- 望月隼人：田邊和也

醫師。
- 武内佐奈江：今藤洋子

小兒科的護士長。
- 本間栞：松永有紗

護士。

### 新榮出版
- 木下紗耶：見上愛[5]

記者。海斗的後輩。
- 薮田大介：町田悠宇

### 周邊人物
- 朝比奈美咲：白山乃愛[5]

陽月的妹妹。患有心臟病。
- 佐竹徹：柏原收史

陽月的相關人物。
- 五十嵐剛：休日課長

海斗經常光顧的居酒屋店主。
- 木谷景子：永瀨莉子

曾是天堂記念病院的護士。負責智信的照護。

## 製作團隊
- 劇本：伊東忍、中村允俊、奧村徹也、吉高壽男、木江恭
- 配樂：堤裕介
- 主題曲：Stray Kids「WHY?」（Sony Music Labels Inc.）[6]
- 導演：金井紘、柳澤凌介、松田祐輔
- 企劃：藤野良太
- 製作人：足立遼太朗
- 製作協力：storyboard
- 製作著作：富士電視台

## 播出日程
- 第1話加長15分鐘（22:00 - 23:09）。

| 集數                                                                      | 播出日期 | 副標題 | 中文標題 (Friday影音) | 編劇                   | 導演     | 收視率 |
| ------------------------------------------------------------------------- | -------- | ------ | --------------------- | ---------------------- | -------- | ------ |
| 第1話                                                                     | 4月11日  |        | 一切的開端            | 伊東忍 中村充俊        | 金井紘   | 6.1%   |
| 第2話                                                                     | 4月18日  |        | 巨大陰謀開始          | 伊東忍 中村充俊        | 金井紘   | 4.8%   |
| 第3話                                                                     | 4月25日  |        | 父親的死真相大白      | 伊東忍 中村充俊        | 金井紘   | 4.4%   |
| 第4話                                                                     | 5月02日  |        | 下一任理事長是誰?     | 伊東忍                 | 柳沢凌介 | 4.3%   |
| 第5話                                                                     | 5月09日  |        | 海斗VS郁彌            | 伊東忍                 | 柳沢凌介 | 4.8%   |
| 第6話                                                                     | 5月16日  |        | 權力終於到手          | 伊東忍 吉高寿男        | 金井紘   | 4.9%   |
| 第7話                                                                     | 5月23日  |        | 齒輪開始暴走          | 伊東忍                 | 金井紘   | 4.6%   |
| 第8話                                                                     | 5月30日  |        | 墮入黑暗              | 伊東忍                 | 柳沢凌介 | 4.5%   |
| 第9話                                                                     | 6月06日  |        | 發生悲劇              | 木江恭 伊東忍 中村允俊 | 松田祐輔 | 4.0%   |
| 第10話                                                                    | 6月13日  |        | 野心轉變為自保        | 伊東忍                 | 金井紘   | 4.0%   |
| 最終話                                                                    | 6月20日  |        | 復仇結束              | 伊東忍                 | 金井紘   | 4.0%   |
| 平均收視率 4.6%（收視率由Video Research調查關東地區、家戶的即時統計資料） |          |        |                       |                        |          |        |

## 外部連結
- 電視劇官方網站（日語）
  - 電視劇的X（前Twitter）（日語）
  - 電視劇的Instagram帳戶
  - 電視劇的TikTok

| 日本 富士電視台 週四劇場        | 日本 富士電視台 週四劇場                              | 日本 富士電視台 週四劇場 |
| ------------------------------- | ----------------------------------------------------- | ------------------------ |
|                                 | Re:Revenge－在欲望的盡頭－ （2024年4月11日－6月20日） |                          |
| 大奧 （2024年1月18日－3月28日） | GEEKS （2024年7月4日－9月19日）                       |                          |